# Urolophus cruciatus
La raya Urolophus cruciatus es una especie de pastinaca de la familia Urolophidae. Es endémica del sureste de Australia, principalmente en las costas de Victoria y Tasmania, pero también en Nueva Gales del Sur y Australia Meridional. Este pez que vive en el fondo suele habitar hábitats de arena y arrecifes a más de 100 m de profundidad frente a Victoria, y hábitats fangosos en bahías poco profundas y estuarios frente a Tasmania. Haciendo honor a su nombre, la raya dorsal tiene un distintivo patrón oscuro en el dorso, consistente en una raya central atravesada por tres barras transversales. Tiene un disco ovalado en la aleta pectoral con un hocico romo y una cortina de piel en forma de falda entre las fosas nasales. Su cola es corta, sin pliegues de piel a lo largo de los lados, y una aleta caudal profunda, en forma de hoja. Las rayas más jóvenes pueden tener una pequeña aleta dorsal delante de la espina urticante de la cola. Esta especie alcanza los 50 cm de longitud.
Durante el día suele estar inactiva y puede encontrarse parcial o totalmente enterrada en la arena del fondo marino. Es carnívora y los adultos se alimentan de crustáceos, gusanos poliquetos y otros pequeños invertebrados del fondo marino. Los juveniles se alimentan de crustáceos más pequeños como isópodos, anfípodos y gambas.
La especie es vivípara aplacentaria, y los embriones en desarrollo se mantienen hasta el término gracias al histotrofo («leche uterina») producido por la madre. Las hembras tienen camadas de hasta cuatro crías cada dos años, tras un periodo de gestación de al menos seis meses. Esta especie está estrechamente emparentada y puede hibridarse con la liebre de espalda amarilla (U. sufflavus). Su aguijón venenoso es potencialmente dañino para el ser humano. Esta especie común rara vez es capturada por la pesca comercial, salvo en la zona más septentrional de su área de distribución. Por ello, su población está en gran medida asegurada y la Unión Internacional para la Conservación de la Naturaleza (UICN) la ha clasificado en la categoría de Preocupación Menor.

## Taxonomía

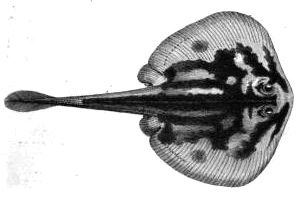
La ilustración que acompañaba la descripción de Lacépède de 1804.

El naturalista francés Bernard Lacépède describió originalmente a la cigüeña de espalda cruzada como Raja cruciata, en un volumen de 1804 de la revista científica Annales du Muséum d'Histoire Naturelle París. El epíteto específico significa «en forma de cruz» en latín, en referencia a las marcas distintivas de su espalda. El origen del espécimen tipo se indica simplemente como Nueva Holanda (Australia). En su Systematische Beschreibung der Plagiostomen de 1838-41, los biólogos alemanes Johannes Müller y Jakob Henle incluyeron esta especie en el género Urolophus, de reciente creación.
Según la Unión Internacional para la Conservación de la Naturaleza (UICN), las subpoblaciones victoriana y tasmana de la raya dorso cruzado difieren notablemente en sus preferencias de hábitat y merecen una mayor investigación taxonómica. Esta raya está estrechamente relacionada con la raya dorso amarillo (U. sufflavus). Además de las similitudes morfológicas, ambas pueden hibridarse (véase más adelante) y, en un estudio de 2007 sobre 388 peces realizado por Robert Ward y Bronwyn Holmes, fueron las únicas especies que no pudieron distinguirse a partir de sus secuencias genéticas del citocromo c, lo que atestigua una estrecha relación evolutiva.

## Distribución y hábitat

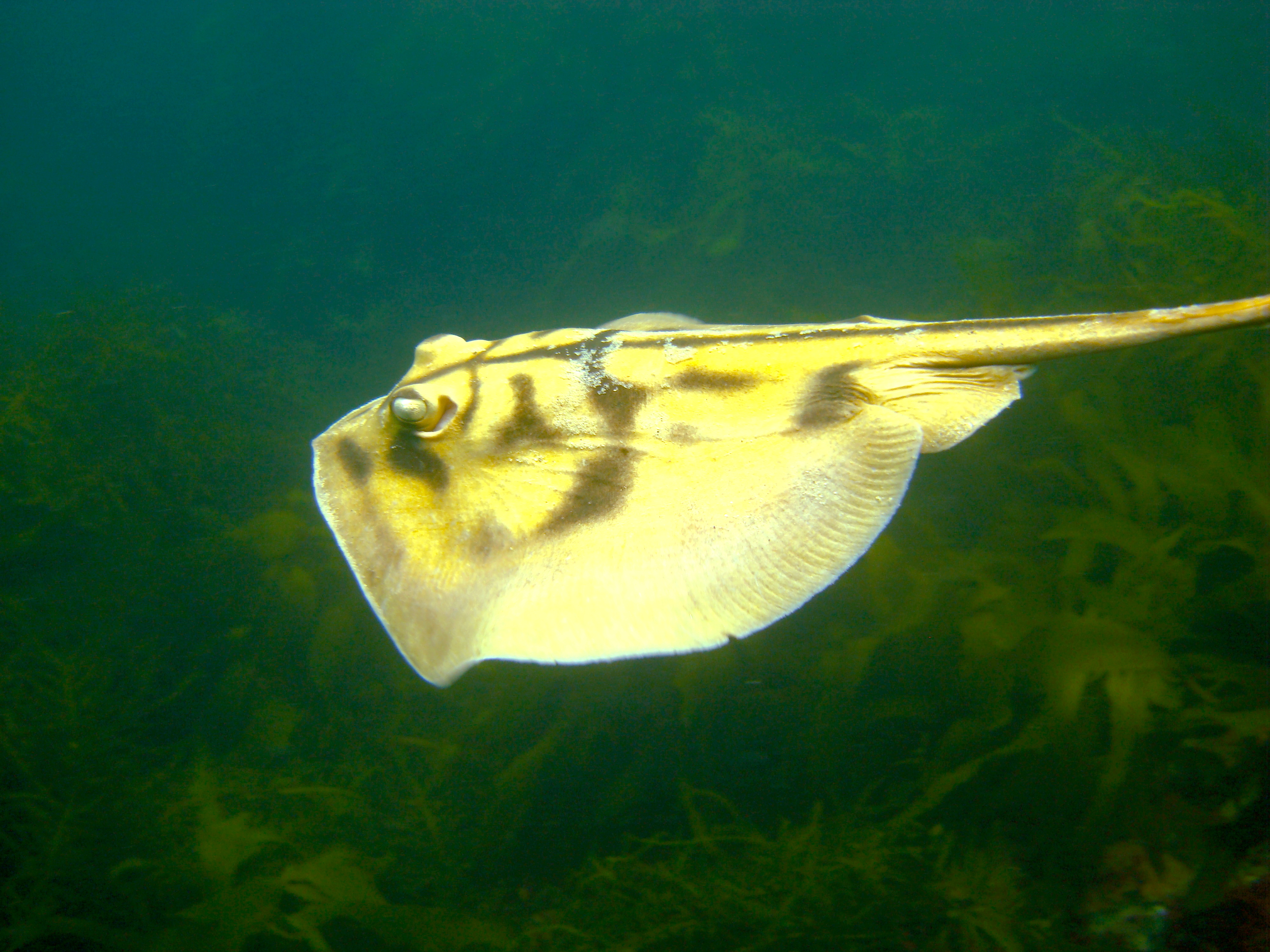
Se encuentra cerca del fondo marino.

Su distribución abarca principalmente las aguas costeras de Victoria y Tasmania, donde es bastante abundante; llega hasta la bahía de Jervis, en Nueva Gales del Sur, y hasta Beachport, en Australia Meridional. Esta especie, que habita en el fondo, se ha registrado desde la zona intermareal hasta una profundidad de 210 m en el talud continental superior.Las rayas de la subpoblación de Victoria prefieren las llanuras arenosas y los arrecifes rocosos y rara vez se ven a menos de 25 m (82 pies) de profundidad, siendo más común encontrarlas a profundidades superiores a 100 m (330 pies). Por el contrario, las rayas de la subpoblación de Tasmania suelen encontrarse sobre fondos fangosos en bahías muy poco profundas y grandes estuarios, penetrando ocasionalmente en aguas salobres.

## Descripción
El disco de la aleta pectoral de la Urolophus cruciatus es ligeramente más ancho que largo y de forma ovalada, con los márgenes anteriores casi rectos y convergentes en un ángulo muy obtuso. El hocico es carnoso y romo, y generalmente no sobresale del disco. Los ojos son pequeños e inmediatamente seguidos de espiráculos en forma de lágrima, que tienen los bordes posteriores de redondeados a angulosos. El borde externo de cada orificio nasal puede formar una pequeña perilla en la parte posterior. Entre las fosas nasales hay una cortina de piel en forma de falda con un margen posterior profundamente bordeado. La boca es pequeña y fuertemente arqueada, contiene de 3 a 6 papilas (estructuras parecidas a pezones) en el suelo y un parche adicional de papilas está presente en el exterior de la mandíbula inferior. Tanto los dientes superiores como los inferiores son pequeños, con bases aproximadamente ovaladas, y están dispuestos en forma de quincunce. Los cinco pares de hendiduras branquiales son cortos. Las aletas pélvicas son pequeñas, con márgenes redondeados.
La cola, más bien corta, mide entre el 63 y el 84% de la longitud del disco y es un óvalo aplanado en sección transversal, sin pliegues cutáneos laterales. En la parte superior, aproximadamente a la mitad de la longitud de la cola, se encuentra una única espina dentada con aguijón. En los recién nacidos, el aguijón está precedido por una pequeña aleta dorsal; la aleta se pierde con la edad, aunque puede evidenciarse por una pequeña cresta o cicatriz. En el extremo de la cola hay una aleta caudal muy corta, profunda y en forma de hoja. La piel carece por completo de dentículos dérmicos. La raya Urolophus cruciatus es de color grisáceo a marrón amarillento por encima con un patrón de marcas oscuras, incluyendo una raya que corre a lo largo de la línea media y atravesada por tres barras transversales: una cerca de los ojos, otra sobre la región branquial y otra sobre el centro del disco. El patrón es más intenso en las rayas de la parte meridional de su área de distribución. Se han registrado algunos ejemplares de color marrón oscuro o negro. La parte inferior es blanquecina, a veces ligeramente más oscura en el margen del disco. La aleta caudal es más grisácea que el cuerpo, y puede haber manchas oscuras en la cola. Esta especie alcanza una longitud máxima conocida de 50 cm. Las hembras suelen crecer más que los machos.

## Biología y ecología

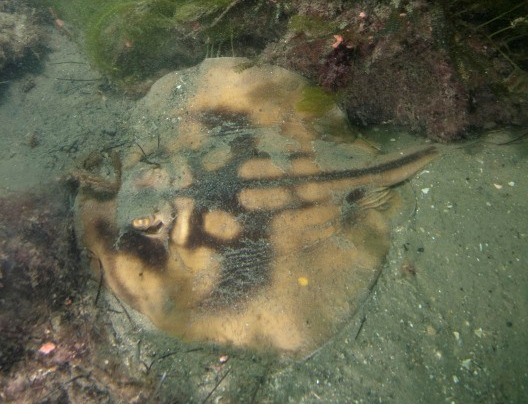
Durante el día, la raya Urolophus cruciatus puede encontrarse a menudo descansando, parcial o totalmente enterrada en el sedimento.

Generalmente nocturna, la cigüeñuela pasa largos periodos del día inmóvil en el fondo marino, parcial o totalmente enterrada en el sedimento. Se sabe que forma grupos de tamaño variable, a veces mezclándose con otras especies de cigüeñas. Esta raya es un depredador generalista que se alimenta de pequeños organismos que se encuentran en el fondo o enterrados en él. Cerca de Victoria, más de tres cuartas partes de las presas consumidas son crustáceos, de los cuales los isópodos (en particular Natalolana woodjonesi y N. wowine) constituyen la mayoría y los anfípodos y decápodos el resto. Los gusanos poliquetos también se comen en cantidades significativas, mientras que los priapúlidos y el calamar excavador Euprymna tasmanica se capturan con poca frecuencia. Las rayas jóvenes de menos de 30 cm (12 pulgadas) de diámetro se alimentan principalmente de isópodos, anfípodos y camarones más pequeños; con la edad incorporan a su dieta una diversidad progresivamente mayor de presas más grandes, como langostinos peneidos, priapúlidos y poliquetos.
Se sabe que el tiburón de hocico ancho (Notorynchus cepedianus) se alimenta de la raya Urolophus cruciatus. Cuando se siente amenazada, esta raya levanta la cola por encima del cuerpo en forma de escorpión. Entre los parásitos documentados de esta especie se encuentran una tenia del género Acanthobothrium y el monogénero Calicotyle urolophi.  Al igual que otras rayas, la raya cruzada es vivípara aplacentaria: cuando los embriones en desarrollo agotan su suministro de vitelo, su madre les suministra histótrofos («leche uterina») ricos en nutrientes a través de extensiones especializadas del epitelio uterino llamadas «trofonemata». Las hembras producen camadas de 1-4 crías cada dos años. El desarrollo embrionario avanza rápidamente a lo largo de un periodo de seis meses, aunque el periodo total de gestación puede ser mucho más largo si existe un periodo de latencia de los huevos tras la fecundación, como se ha observado en otras tarabillas. Cerca de Tasmania, los grandes estuarios como el de la desembocadura del río Derwent sirven como zonas de cría.
Según diferentes autores, la longitud al nacer oscila entre 10 y 15 cm, y la de maduración entre 20 y 32 cm; las hembras suelen madurar con un tamaño ligeramente superior al de los machos. Este rango de tamaños puede reflejar diferencias en el ciclo vital de las rayas Urolophus cruciatus en diferentes partes de su área de distribución. Ambos sexos alcanzan la madurez alrededor de los seis años de edad, y pueden vivir al menos 11 años. La raya Urolophus cruciatus puede hibridarse de forma natural con la cigüeña de espalda amarilla, estrechamente relacionada, en el sur de Nueva Gales del Sur, donde las distribuciones de las dos especies se solapan y se han encontrado aparentes crías híbridas con patrones de color intermedios. De ser cierto, esto representaría uno de los pocos casos conocidos de hibridación entre peces cartilaginosos.

## Interacción con los humanos
Su aguijón venenoso puede causar heridas atroces a los incautos, que pueden requerir intervención quirúrgica si la punta dentada del aguijón se desprende dentro de la herida. La base de su cola es muy flexible, lo que le permite golpear a una persona que toque cualquier parte de su cuerpo. En el siglo XIX, el peligro que representaba esta especie dio lugar a la persecución por parte de los trabajadores de la pesca en forma de «clavado», en el que se utilizaba un pincho metálico para perforar el cráneo de la raya y sacarla de la red. La UICN ha clasificado a la raya dorsal en la categoría de Preocupación Menor, ya que está expuesta a una actividad pesquera mínima en el estrecho de Bass y frente a las costas occidentales de Tasmania, que constituyen la mayor parte de su distribución. El impacto de la pesca costera en Tasmania no se ha cuantificado, pero es poco probable que sea grave. Frente a Nueva Gales del Sur, se captura incidentalmente en redes de arrastre de puertas y redes de enmalle utilizadas por la Southern and Eastern Scalefish and Shark Fishery (SESSF). Es probable que las rayas capturadas experimenten una elevada mortalidad, y también tienden a abortar cualquier cría no nacida. Aunque la SESSF ha provocado una disminución general de las rayas de aguas profundas dentro de su área de operaciones, sólo afecta a una pequeña parte del área de distribución de esta especie.